# Kameron Taylor
Pour les articles homonymes, voir Taylor.
Kameron Milton Allante Taylor, né le 5 octobre 1994 à Hyattsville, au Maryland, est un joueur américain de basket-ball évoluant aux postes d'arrière et d'ailier.

## Biographie

### Carrière universitaire
Entre 2012 et 2016, il joue pour les Griffins de Seton Hill à l'université de Seton Hill.

### Carrière professionnelle

#### Ehingen Urspring (2016-2017)
Le 23 juin 2016, automatiquement éligible à la draft 2016 de la NBA, il n'est pas sélectionné.
En juillet 2016, il signe son premier contrat professionnel avec l'équipe allemande d'Ehingen Urspring (en) qui évolue en seconde division.

#### Dragons Rhöndorf (2017-2018)
Le 26 juin 2017, il signe avec l'équipe allemande des Dragons Rhöndorf (en) qui évolue en troisième division.

#### s.Oliver Wurtzbourg (mars - juin 2018)
Le 29 mars 2018, il signe avec le s.Oliver Wurtzbourg en première division allemande.

#### PVSK Panthers (2018-2019)
Durant l'été 2018, il signe avec l'équipe hongroise des PVSK Panthers (en) qui évolue en première division.

#### Brose Bamberg (2019-2020)
Le 4 juillet 2019, il signe avec l'équipe allemande du Brose Bamberg qui évolue en première division.

#### Hamburg Towers (2020-2021)
Le 31 juillet 2020, il signe avec l'équipe allemande du Hamburg Towers qui évolue en première division.

#### SIG Strasbourg (jan - juin 2022)
Le 26 janvier 2022, il est prêté à l'équipe française de la SIG Strasbourg pour la fin de saison 2021-2022.
Durant l'été 2022, il participe à la NBA Summer League de Las Vegas avec les Suns de Phoenix.

#### Hamburg Towers (2020-2021)
Le 21 juillet 2022, il signe avec l'équipe espagnole du CB Girona qui évolue en première division.

#### Unicaja Málaga (depuis 2023)
Le 14 juillet 2023, il signe un contrat avec l'équipe espagnole de l'Unicaja Málaga.

## Palmarès

### Universitaire
- National Association of Basketball Coaches All-District Second Team en 2016
- First Team All-Pennsylvania State Athletic Conference West en 2016

### Professionnel
- Meilleur intercepteur du championnat hongrois en 2018-2019
- Meilleur marqueur du championnat de seconde division allemand en 2017-2018
- Vainqueur de la Coupe intercontinentale 2024
- Vainqueur et MVP de la Supercoupe d'Espagne 2024

## Statistiques

### Universitaires
Les statistiques de Kameron Taylor en matchs universitaires sont les suivantes :
| Saison    | Équipe     | Matchs | Titul. | Min./m | % Tir | % 3pts | % LF | Rbds/m. | Pass/m. | Int/m. | Ctr/m. | Pts/m. |
| --------- | ---------- | ------ | ------ | ------ | ----- | ------ | ---- | ------- | ------- | ------ | ------ | ------ |
| 2012-2013 | Seton Hill | 28     | 17     | 24,1   | 40,6  | 27,3   | 70,0 | 4,79    | 2,04    | 1,46   | 0,68   | 7,79   |
| 2013-2014 | Seton Hill | 27     | 27     | 32,5   | 43,5  | 35,3   | 77,9 | 6,33    | 2,63    | 2,04   | 1,22   | 12,56  |
| 2014-2015 | Seton Hill | 22     | 22     | 35,1   | 42,8  | 35,8   | 71,9 | 4,59    | 2,05    | 1,41   | 0,73   | 13,18  |
| 2015-2016 | Seton Hill | 27     | 27     | 37,1   | 49,6  | 36,1   | 76,8 | 8,70    | 4,07    | 2,22   | 1,04   | 20,81  |
| Carrière  | Carrière   | 104    | 93     | 32,0   | 44,9  | 33,7   | 75,7 | 6,16    | 2,72    | 1,80   | 0,92   | 13,55  |